# Isocyrtella jeanneli
Isocyrtella jeanneli är en stekelart som beskrevs av Jean Risbec 1955. Isocyrtella jeanneli ingår i släktet Isocyrtella och familjen puppglanssteklar.
Artens utbredningsområde är Kenya. Inga underarter finns listade i Catalogue of Life.